# Acalolepta arrowi
Acalolepta arrowi là một loài bọ cánh cứng trong họ Cerambycidae.